# Emre Mor
Emre Mor (Brønshøj, Dinamarca; 24 de juliol de 1997) és un futbolista turc nascut a Dinamarca que juga com a davanter al Fatih Karagümrük cedit pel Celta de Vigo.